# Арджиу
Арджиу, Арджів — річка в Україні, у Вижницькому районі Чернівецької області. Права притока Серету (басейн Дунаю).

## Опис
Довжина річки приблизно 4,6 км. Формується з багатьох безіменних струмків.

## Розташування
Бере початок на північній стороні від перевалу Мочерка. Тече переважно на північний захід і в селі Лопушні впадає у річку Серет, ліву притоку Дунаю.